# 奇幻☆怪盜？
《奇幻☆怪盜？》是松智洋寫作、矢吹健太朗繪製插畫的日本輕小說。松智洋過世後曾一度絕筆，2019年由StoryWorks以《奇幻☆怪盜R》（はてな☆イリュージョンR）的名義重新展開寫作。
2017年3月25日在《AnimeJapan 2017》的會場中宣布改編為電視動畫，2020年1月9日播出。

## 故事簡介
不知火真從小崇拜世界知名的魔術師星里衛，升上中學一年級時便到東京向星里衛拜師學藝，同時和兒時玩伴星里果菜再次相遇。與此同時，社會上傳出美女怪盜偷竊事件，真後來在無意間發現了果菜便是怪盜的事實。

## 登場角色
不知火真（聲：松岡禎丞）
本作的男主角。初中一年級生。憧憬身為魔術師的星里衛而來到東京，和果菜是兒時玩伴。
星里果菜（聲：鈴木愛奈）
本作的女主角。初中一年級生。以「怪盜幻幻」的名義活動。
星里夢未（聲：富田美憂）
果菜的妹妹，小學生。
櫻井艾瑪（聲：M·A·O）
星里家的女僕，初中三年級生。

## 世界觀設定
寶具
魔法師一族所創造出來的道具。召喚時必須叫出真正的名字，並以持有者為寶具所取的名字作為交換的契約，給予持有者力量，但是使用時也必須付出很大的代價。在過去有許多寶具落入在犯罪者的手中，梅芙為了回收這些寶具開始進行著怪盜的生活。
聖提娜學園
真與果菜所就讀的學校。前年還是女子學校，自從真所就讀的年級起男女合校，學校只有4名男性。

## 出版書籍

### 小說
| 卷數 | 集英社         | 集英社                 | 青文出版社    | 青文出版社                                         |
| 卷數 | 發售日期       | ISBN                   | 發售日期      | ISBN/EAN                                           |
| ---- | -------------- | ---------------------- | ------------- | -------------------------------------------------- |
| 1    | 2014年11月21日 | ISBN 978-4-08-631007-9 | 2015年8月25日 | ISBN 978-986-356-268-9                             |
| 2    | 2015年4月24日  | ISBN 978-4-08-631038-3 | 2016年3月25日 | ISBN 978-986-356-319-8 EAN 4718016017856（限定版） |
| 3    | 2015年8月25日  | ISBN 978-4-08-631063-5 | 2016年7月25日 | ISBN 978-986-356-353-2                             |
| 4    | 2015年11月25日 | ISBN 978-4-08-631082-6 |               |                                                    |

- 《奇幻☆怪盜R》

| 卷數 | 集英社        | 集英社                 |
| 卷數 | 發售日期      | ISBN                   |
| ---- | ------------- | ---------------------- |
| 1    | 2019年8月23日 | ISBN 978-4-08-631324-7 |
| 2    | 2020年2月21日 | ISBN 978-4-08-631350-6 |

### 漫畫
| 卷數 | 集英社        | 集英社                 |
| 卷數 | 發售日期      | ISBN                   |
| ---- | ------------- | ---------------------- |
| 1    | 2020年1月17日 | ISBN 978-4-08-891297-4 |
| 2    | 2020年2月19日 | ISBN 978-4-08-891525-8 |
| 3    | 2020年6月19日 | ISBN 978-4-08-891645-3 |
| 4    | 2021年3月18日 | ISBN 978-4-08-891861-7 |

## 電視動畫
於2020年1月9日播出，2020年3月31日因受「2019冠状病毒病疫情」对东京都乃至日本的影响，第12集暂停播出，並宣佈2020年6月3日放送第12集。

### 製作人員
- 原作：松智洋（集英社《DASH X 文庫》刊）
- 人物原案：矢吹健太朗
- 監督：松尾慎
- 系列構成：高橋龍也（日语：高橋龍也）
- 人物設計：中野るいず
- 音響監督：大室正勝（日语：大室正勝）
- 音響製作：DAX International（日语：ダックスインターナショナル）
- 音樂：黑田賢一
- 動畫製作：Children's Playground Entertainment
- 製作：奇幻☆怪盜？製作委員會（bilibili、Fanimation Productions、BANDAI NAMCO Arts、集英社）

### 主題曲
片頭曲「Magic Words」
作詞：MC TC，作曲、編曲：TAKU INOUE，主唱：Liyuu
片尾曲
作詞、作曲：ZAQ，編曲：伊藤翼，主唱：鈴木愛奈

### 各話列表
| 話數   | 劇本     | 分鏡             | 演出                      | 作畫監督                                                            | 改編原作小說 |
| ------ | -------- | ---------------- | ------------------------- | ------------------------------------------------------------------- | ------------ |
| 第01話 | 高橋龍也 | 松尾慎           | 松尾慎、丸山由太 仲敷沙織 | 西尾輝實、羽田浩二 仲敷沙織                                         | 第一卷       |
| 第02話 | 雜破業   | 松尾慎           | Hu Zheng Lin              | Sun Wei                                                             | 第一卷       |
| 第03話 | 兵頭一步 | 松尾慎           | 上野史博                  | 山田夢二、松本勝次                                                  | 第一卷       |
| 第04話 | 兵頭一步 | 小林一三         | 上野史博                  | 菊池政芳、海保仁美 上野沙彌佳、宮野健 畠山元、Wang Min Yishi Shenji | 第二卷       |
| 第05話 | 高橋龍也 | 木下大吾         | Fu Qiang                  | Kou Xiao Yang、Luo Rui Wang Hang                                    | 第二卷       |
| 第06話 | 雜破業   | 小瀧禮           | 立田真一                  | 柳川沙樹、川島尚 仲敷沙織、內田陽子                                 | 第二卷       |
| 第07話 | 雜破業   | 小瀧禮           | 立田真一                  | Kou Xiao Yang、Luo Rui                                              | 第三卷       |
| 第08話 | 兵頭一步 | 松尾慎           | Fu Qiang                  | Kou Xiao Yang、Luo Rui Wang Hang、                                  | 第三卷       |
| 第09話 | 高橋龍也 | 西位輝實         | Fu Qiang                  | Kou Xiao Yang、Luo Rui Wang Hang、 田中圭                           | 第三卷       |
| 第10話 | 雜破業   | 松園公           | 豬狩崇                    | 岡本達明、井元一彰 柳瀨讓二                                         | 第三卷       |
| 第11話 | 兵頭一步 | Kanesho Oignon   | Huang Ting Zheng          | Kou Xiao Yang、Luo Rui Yan Guang We                                 | 第四卷       |
| 第12話 | 高橋龍也 | 仲敷沙織、松尾慎 | 松尾慎                    | 仲敷沙織、柳川沙樹 川島尚、內田陽子 五十子忍                        | 第四卷       |

## 外部連結
- Dash X 文庫《奇幻☆怪盜》官方網站（页面存档备份，存于）（日語）
- 電視動畫《奇幻☆怪盜》官方網站（页面存档备份，存于）（日語）
- 電視動畫《奇幻☆怪盜》官方的X（前Twitter）（日語）